# گربه‌پاها
گربه‌پاها (نام علمی: Ailuropoda) نام یک سرده از تیره خرس است.